# Merv

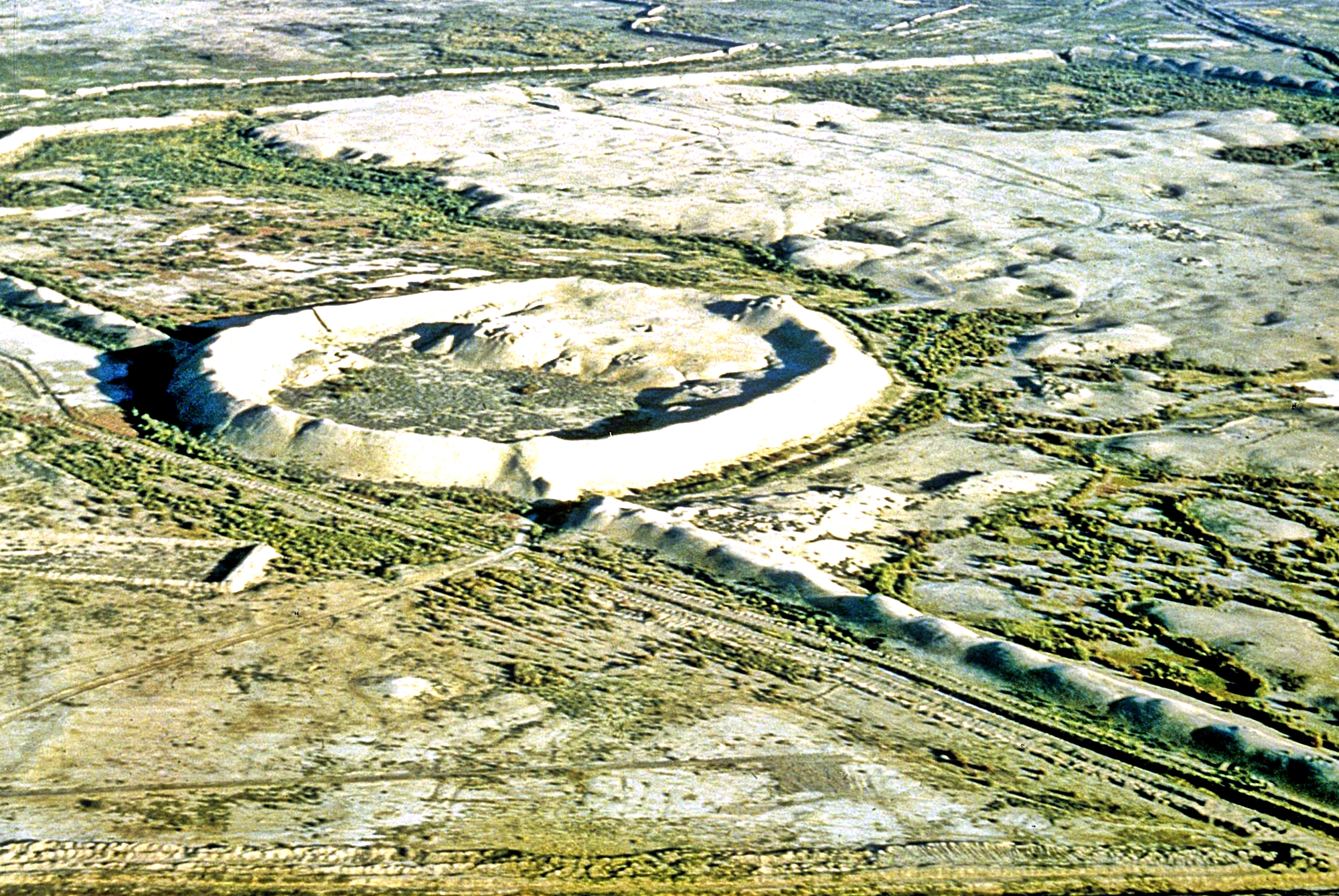
Merv

Merv (în rusă: Мерв, din persană: مرو, Marv, iar în vechea persană Margiana) este un oraș multimilenar, potrivit scrierilor Zend Avesta ale lui Zarathustra (Zoroastru). Tradițiile hinduse și arabe îl consideră sediul „Paradisului Terestru”.

## Geografie
Se afla situat în oaza Margiana din Asia Centrală, având coordonatele geografice:
- 37°30’ N;
- 62° E.

## Identificare
Merv este actualul oraș Mary din Turkmenistan, oraș – popas situat pe Drumul Mătăsii. În Antichitate, era cunoscut sub numele de Alexandria Margianei, după numele regiunii, în care Alexandru cel Mare l-a fondat, precum și cu numele de Antiohia Margianei, în elenă Αντιόχεια η Μαργιανή / Αντιόχεια της Μαργιανήs.

## Istorie
Timp de circa un mileniu, între secolele al IV-lea și al XIV-lea, Merv a fost un important episcopat al creștinismului nestorian.
Merv a fost capitala selgiucizilor, înainte de avansarea lor spre Persia (Iran).
Poetul, medicul, filosoful și astronomul persan Omar Khayyam (1043 – 1123) a avut reședința în orașul Merv, între anii 1116 – 1118, când și-a consacrat activitatea studiilor de astronomie, înainte de a reveni, spre sfârșitul vieții, în orașul natal, Nișapur.
Merv a fost un oraș de înaltă cultură, renumit pentru cele 10 (zece) biblioteci ale sale, iar Yaqut al-Rumi (1179 – 1229) a locuit în oraș, timp de doi ani, înainte de distrugerea acestuia de către mongoli, în anul 1221, sub Ginghis Han.

## Moșteniri culturale
Mausoleul Sultanului Sanjar de la Merva făcut obiectul unor restaurări sub conducerea UNESCO, corectând restaurările precedente, făcute în timpul URSS-ului. Este unul dintre rarele monumente foarte ușor identificabile ale sitului. 
Monumentul este sub forma unui cub din cărămidă, cu latura de 38 de metri, deasupra căruia este așezată o cupolă care se ridică în mijlocul câmpiei în care era odată orașul Merv.
În anul 1999, Parcul național istoric și cultural al „Vechiului Merv” a fost înscris în Patrimoniul mondial al umanității de către UNESCO.